# Serres-Morlaàs
Pour les articles homonymes, voir Serres et Morlaàs (homonymie).
Serres-Morlaàs (prononcé [sɛʁ mɔʁlas] ; en béarnais Sèrra-Morlaàs ou Sèrre-Mourlaàs) est une commune française située dans le département des Pyrénées-Atlantiques, en région Nouvelle-Aquitaine.
Le gentilé est Serres-Morlanais.

## Géographie

### Localisation
La commune de Serres-Morlaàs se trouve dans le département des Pyrénées-Atlantiques, en région Nouvelle-Aquitaine.
Elle se situe à 11 km par la route de Pau, préfecture du département, et à 2,9 km de Morlaàs, bureau centralisateur du canton du Pays de Morlaàs et du Montanérès dont dépend la commune depuis 2015 pour les élections départementales. La commune fait en outre partie du bassin de vie de Pau.
Les communes les plus proches sont : Morlaàs (2,0 km), Ouillon (2,6 km), Sendets (3,3 km), Andoins (3,4 km), Saint-Jammes (3,5 km), Maucor (3,8 km), Ousse (5,0 km), Buros (5,1 km).
Sur le plan historique et culturel, Serres-Morlaàs fait partie de la province du Béarn, qui fut également un État et qui présente une unité historique et culturelle à laquelle s’oppose une diversité frappante de paysages au relief tourmenté.

### Communes limitrophes
Les communes limitrophes sont  Morlaàs et Sendets.
|  | Morlaàs        |
|  | Serres-Morlaàs |
|  | Sendets        |

### Hydrographie

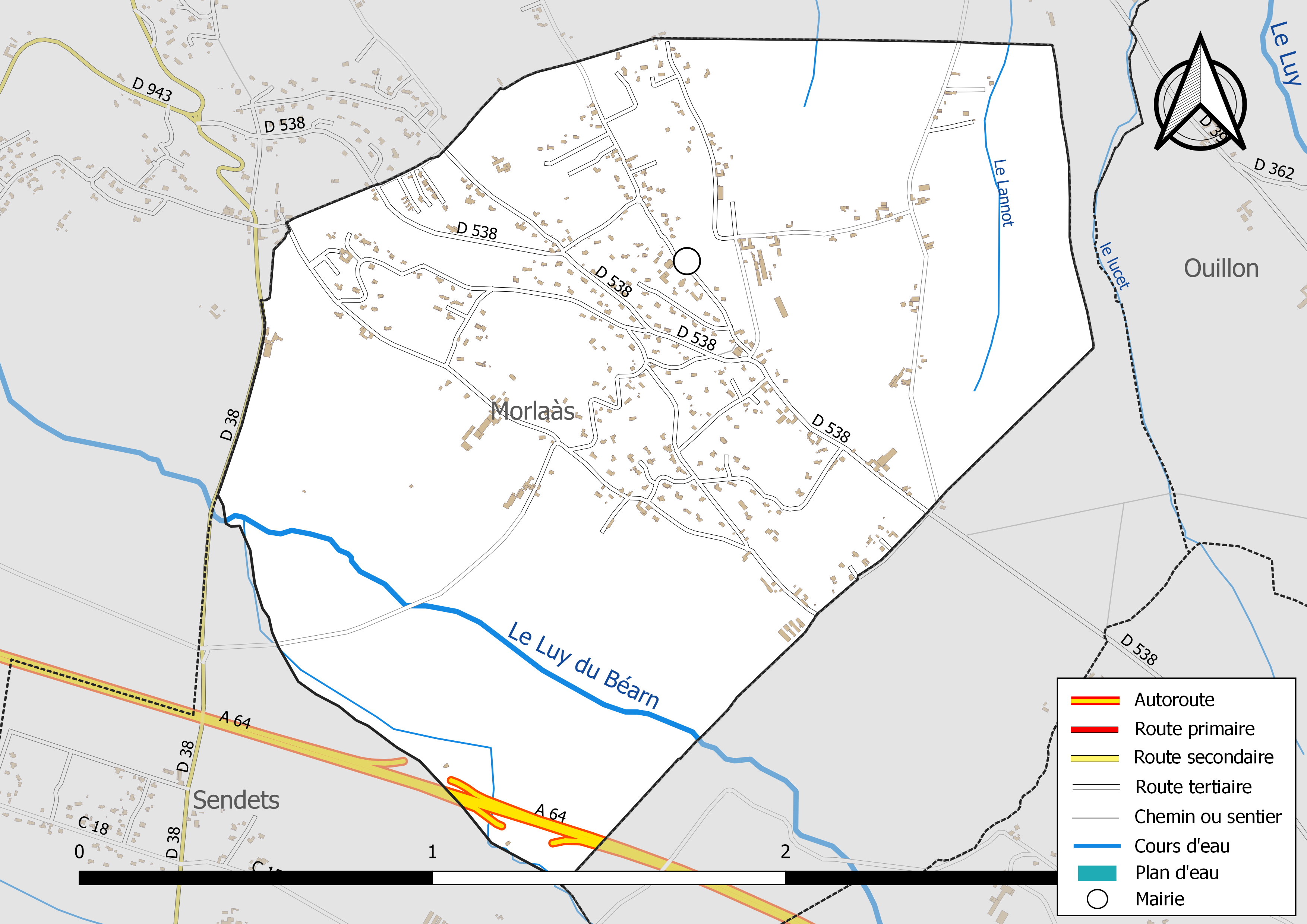
Réseaux hydrographique et routier de Serres-Morlaàs.

La commune est drainée par le Luy de Béarn, la Gouttere de Babachette, le Lannot et par divers petits cours d'eau, constituant un réseau hydrographique de 4 km de longueur totale,.
Le Luy de Béarn, d'une longueur totale de 76,6 km, prend sa source dans la commune d'Andoins et s'écoule du sud-est vers le nord-ouest. Il traverse la commune et se jette dans le Luy à Gaujacq, après avoir traversé 30 communes.

### Climat
Pour des articles plus généraux, voir Climat de la Nouvelle-Aquitaine et Climat des Pyrénées-Atlantiques.
Historiquement, la commune est exposée à un climat de montagne.  
En 2020, Météo-France publie une typologie des climats de la France métropolitaine dans laquelle la commune est toujours exposée à un climat de montagne et est dans la région climatique Pyrénées atlantiques, caractérisée par une pluviométrie élevée (>1 200 mm/an) en toutes saisons, des hivers très doux (7,5 °C en plaine) et des vents faibles.
Pour la période 1971-2000, la température annuelle moyenne est de 12,5 °C, avec une amplitude thermique annuelle de 14,2 °C. Le cumul annuel moyen de précipitations est de 1 183 mm, avec 11,7 jours de précipitations en janvier et 8 jours en juillet. Pour la période 1991-2020, la température moyenne annuelle observée sur la station météorologique la plus proche, située sur la commune de Bénéjacq à 15 km à vol d'oiseau, est de 13,4 °C et le cumul annuel moyen de précipitations est de 1 244,1 mm,. Pour l'avenir, les paramètres climatiques de la commune estimés pour 2050 selon différents scénarios d’émission de gaz à effet de serre sont consultables sur un site dédié publié par Météo-France en novembre 2022.

### Milieux naturels et biodiversité
Aucun espace naturel présentant un intérêt patrimonial n'est recensé sur la commune dans l'inventaire national du patrimoine naturel,,.

## Urbanisme

### Typologie
Au 1er janvier 2024, Serres-Morlaàs est catégorisée bourg rural, selon la nouvelle grille communale de densité à sept niveaux définie par l'Insee en 2022.
Elle appartient à l'unité urbaine de Pau, une agglomération intra-départementale regroupant 55  communes, dont elle est une commune de la banlieue,,. Par ailleurs la commune fait partie de l'aire d'attraction de Pau, dont elle est une commune de la couronne,. Cette aire, qui regroupe 227 communes, est catégorisée dans les aires de 200 000 à moins de 700 000 habitants,.

### Occupation des sols

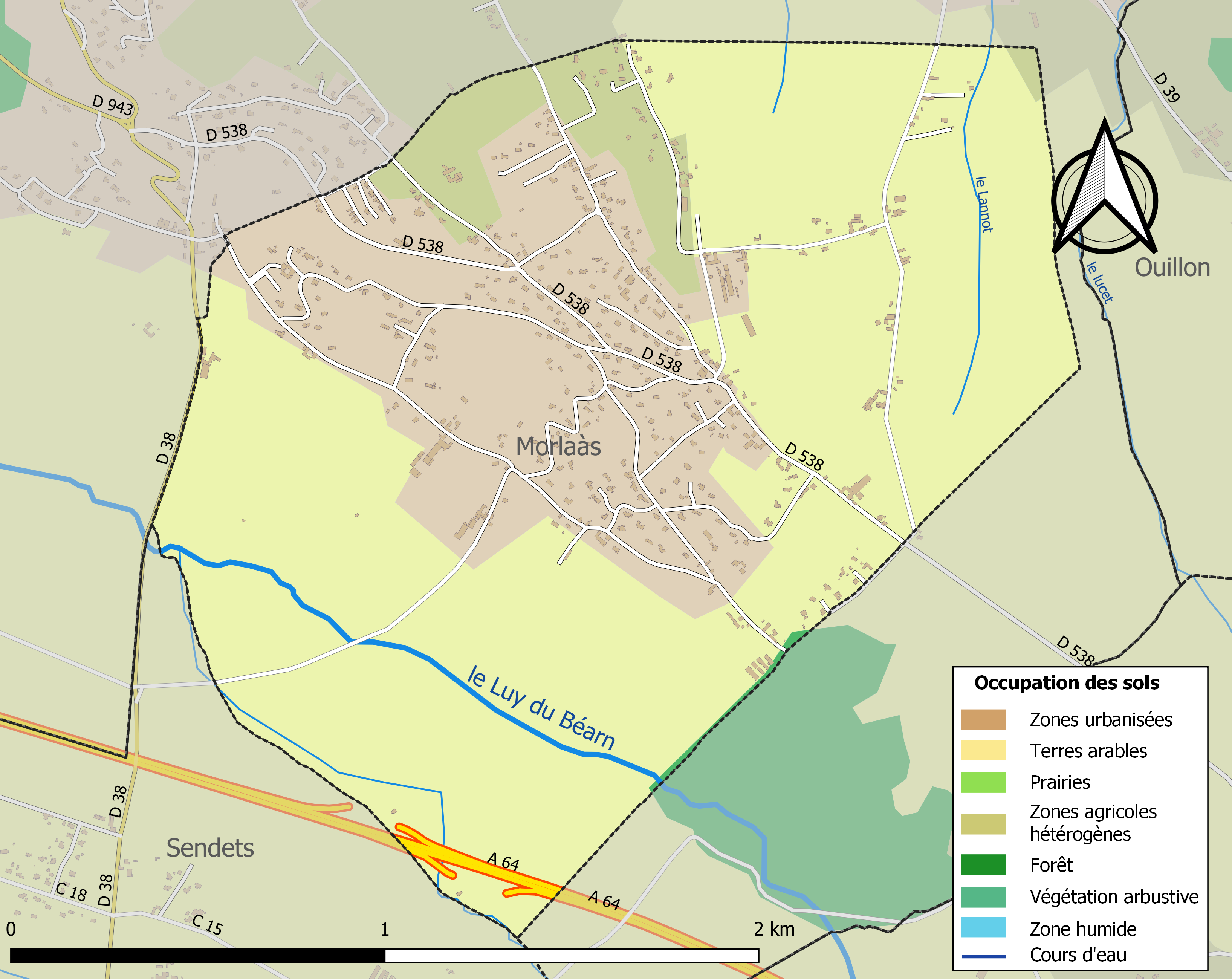
Carte des infrastructures et de l'occupation des sols de la commune en 2018 (CLC).

L'occupation des sols de la commune, telle qu'elle ressort de la base de données européenne d’occupation biophysique des sols Corine Land Cover (CLC), est marquée par l'importance des territoires agricoles (74,8 % en 2018), en diminution par rapport à 1990 (93,3 %). La répartition détaillée en 2018 est la suivante : terres arables (69,4 %), zones urbanisées (25,1 %), zones agricoles hétérogènes (5,4 %), forêts (0,1 %). L'évolution de l’occupation des sols de la commune et de ses infrastructures peut être observée sur les différentes représentations cartographiques du territoire : la carte de Cassini (XVIIIe siècle), la carte d'état-major (1820-1866) et les cartes ou photos aériennes de l'IGN pour la période actuelle (1950 à aujourd'hui).

### Lieux-dits et hameaux
- Église ;
- Marque Dehens ;
- Labernade.

### Voies de communication et transports
La commune est desservie par les routes départementales 38 et 538. On compte également une aire d'autoroute (A64) située à quatre kilomètres au sud de Serres-Morlaàs qui porte le nom du village.

#### Transports urbains
Serres-Morlaàs est desservie par le réseau de transports en commun de Pau.

### Risques majeurs
Le territoire de la commune de Serres-Morlaàs est vulnérable à différents aléas naturels : météorologiques (tempête, orage, neige, grand froid, canicule ou sécheresse), inondations et séisme (sismicité moyenne). Il est également exposé à un risque technologique,  le transport de matières dangereuses. Un site publié par le BRGM permet d'évaluer simplement et rapidement les risques d'un bien localisé soit par son adresse soit par le numéro de sa parcelle.

#### Risques naturels
Certaines parties du territoire communal sont susceptibles d’être affectées par le risque d’inondation par une crue torrentielle ou à montée rapide de cours d'eau, notamment le Luy du Béarn. La commune a été reconnue en état de catastrophe naturelle au titre des dommages causés par les inondations et coulées de boue survenues en 1982, 1993 et 2009,.

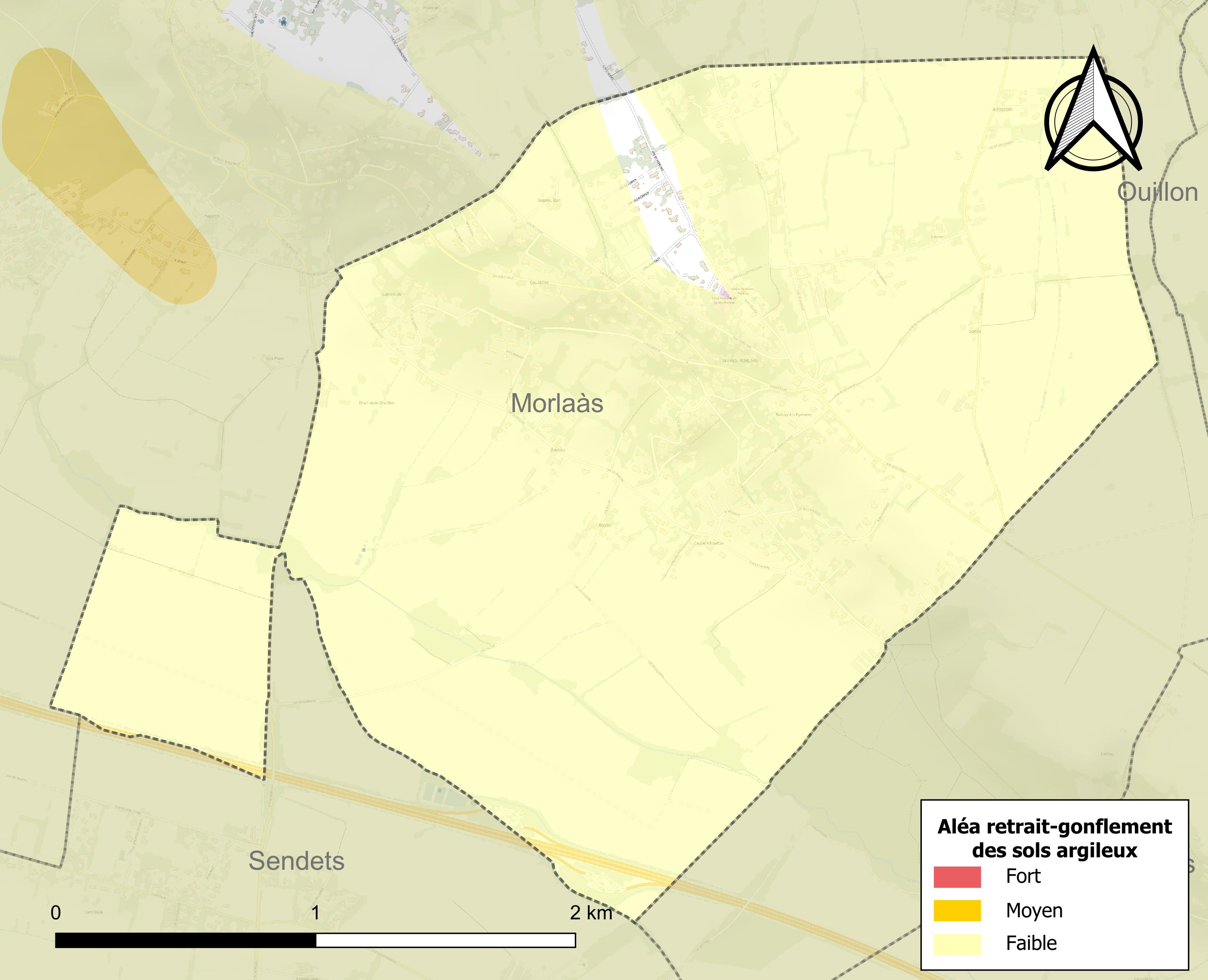
Carte des zones d'aléa retrait-gonflement des sols argileux de Serres-Morlaàs.

Le retrait-gonflement des sols argileux est susceptible d'engendrer des dommages importants aux bâtiments en cas d’alternance de périodes de sécheresse et de pluie. Aucune partie du territoire de la commune n'est en aléa moyen ou fort (59 % au niveau départemental et 48,5 % au niveau national). Depuis le 1er octobre 2020, en application de la loi ELAN, différentes contraintes s'imposent aux vendeurs, maîtres d'ouvrages ou constructeurs de biens situés dans une zone classée en aléa moyen ou fort,.

## Toponymie
Le toponyme Serres-Morlaàs apparaît sous les formes Serre-Morlaas (1385, censier de Béarn) et Serra-Morlas (vers 1540, réformation de Béarn).
Serres : du béarnais serre « mamelon peu élevé, croupe de collines, colline souvent de forme allongée » provenant d'un terme pré-indo-européen ou au moins prélatin serra « montagne allongée, crête en dos d'âne ».
Son nom béarnais est Sèrra-Morlaàs ou Sèrre-Mourlaàs.

## Histoire
Paul Raymond note qu'en 1385, Serres-Morlaàs comptait cinq feux et dépendait du bailliage de Pau.
La commune faisait partie de l'archidiaconé de Vic-Bilh, qui dépendait de l'évêché de Lescar et dont Lembeye était le chef-lieu.
Serres-Morlaàs est la terre natale de Emma Sarthou, mère de François Bayrou, candidat à la présidentielle de 2007. Son grand-père est un ancien maire du village.

### Les Hospitaliers
La commune était un membre de la commanderie des Hospitaliers de l'ordre de Saint-Jean de Jérusalem de Caubin et Morlaàs.

## Politique et administration
| Période                                  | Période  | Identité         | Étiquette | Qualité |
| ---------------------------------------- | -------- | ---------------- | --------- | ------- |
| 1995                                     | 2008     | Paul Cayrat      |           |         |
| 2008                                     | 2020     | Stéphane Pedeboy |           |         |
| 2020                                     | En cours | Pierre Brégégère |           |         |
| Les données manquantes sont à compléter. |          |                  |           |         |

### Intercommunalité
Serres-Morlaàs fait partie de quatre structures intercommunales :
- la communauté de communes du Nord-Est Béarn  ;
- le syndicat AEP de la région de Jurançon ;
- le syndicat d'énergie des Pyrénées-Atlantiques ;
- le syndicat mixte des transports urbains Pau - Porte des Pyrénées.

## Population et société

### Démographie
L'évolution du nombre d'habitants est connue à travers les recensements de la population effectués dans la commune depuis 1793. Pour les communes de moins de 10 000 habitants, une enquête de recensement portant sur toute la population est réalisée tous les cinq ans, les populations de référence des années intermédiaires étant quant à elles estimées par interpolation ou extrapolation. Pour la commune, le premier recensement exhaustif entrant dans le cadre du nouveau dispositif a été réalisé en 2007.

En 2022, la commune comptait 856 habitants, en évolution de +10,17 % par rapport à 2016 (Pyrénées-Atlantiques : +3,78 %, France hors Mayotte : +2,11 %).
| 1793 | 1800 | 1806 | 1821 | 1831 | 1836 | 1841 | 1846 | 1851 |
| ---- | ---- | ---- | ---- | ---- | ---- | ---- | ---- | ---- |
| 208  | 197  | 221  | 256  | 308  | 295  | 309  | 314  | 325  |

| 1856 | 1861 | 1866 | 1872 | 1876 | 1881 | 1886 | 1891 | 1896 |
| ---- | ---- | ---- | ---- | ---- | ---- | ---- | ---- | ---- |
| 303  | 319  | 320  | 279  | 320  | 317  | 316  | 301  | 319  |

| 1901 | 1906 | 1911 | 1921 | 1926 | 1931 | 1936 | 1946 | 1954 |
| ---- | ---- | ---- | ---- | ---- | ---- | ---- | ---- | ---- |
| 281  | 278  | 263  | 233  | 231  | 230  | 219  | 200  | 242  |

| 1962 | 1968 | 1975 | 1982 | 1990 | 1999 | 2006 | 2007 | 2012 |
| ---- | ---- | ---- | ---- | ---- | ---- | ---- | ---- | ---- |
| 222  | 282  | 382  | 525  | 554  | 639  | 679  | 685  | 727  |

| 2017 | 2022 | - | - | - | - | - | - | - |
| ---- | ---- | - | - | - | - | - | - | - |
| 783  | 856  | - | - | - | - | - | - | - |

Serres-Morlaàs fait partie de l'aire d'attraction de Pau.

## Culture locale et patrimoine

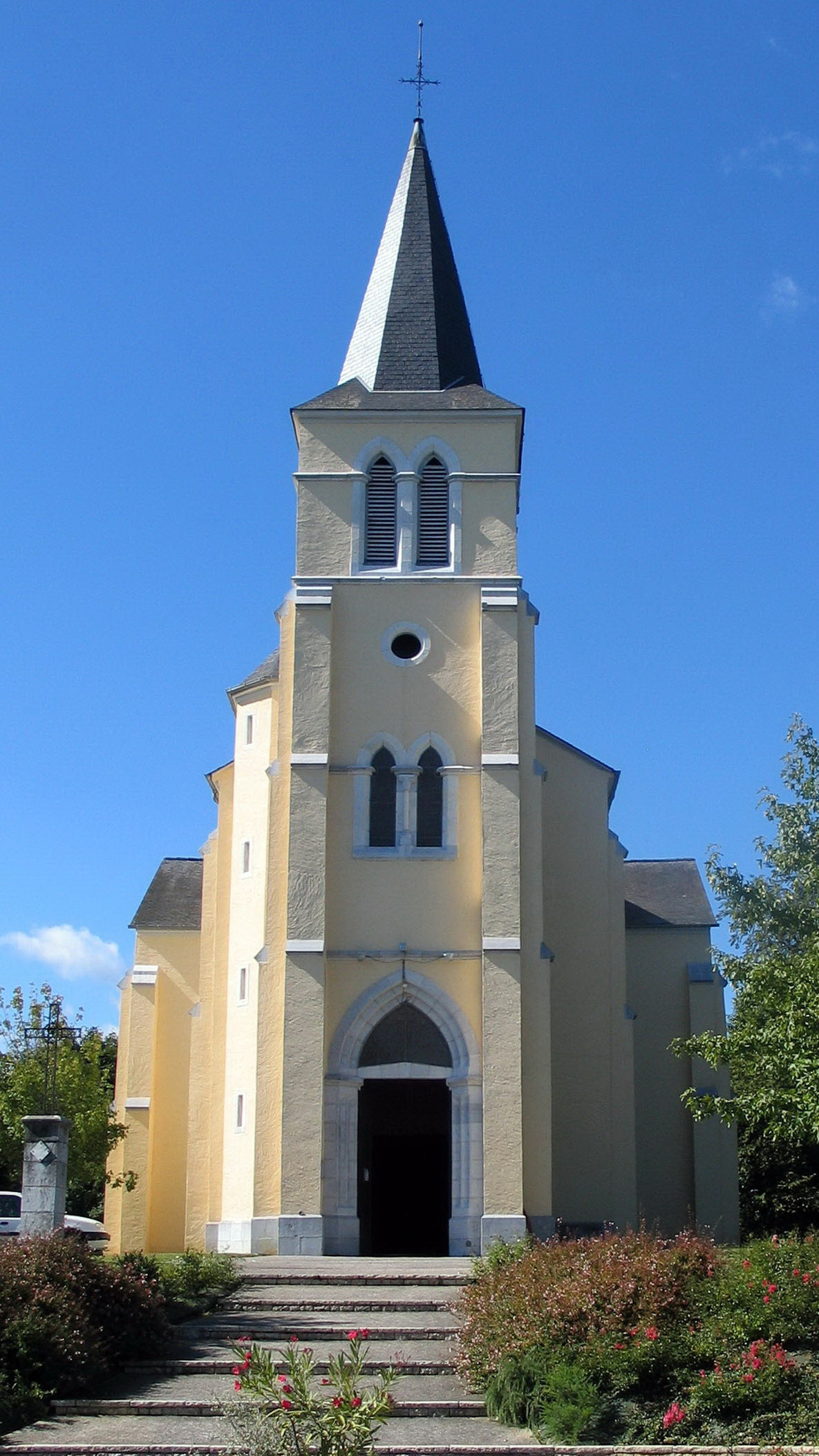
Église Saint-Martin de Serres-Morlaàs.

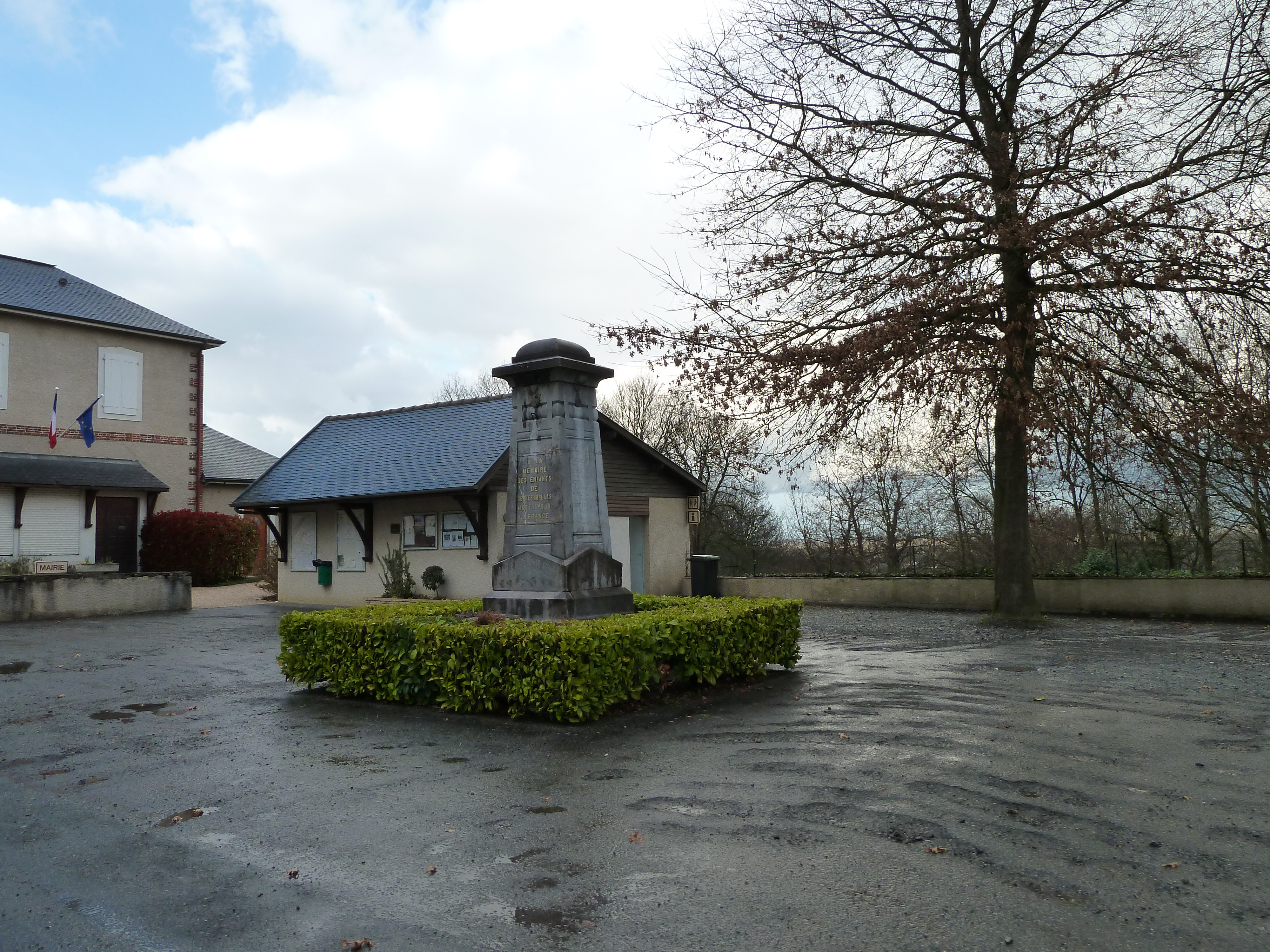
Le monument aux morts.
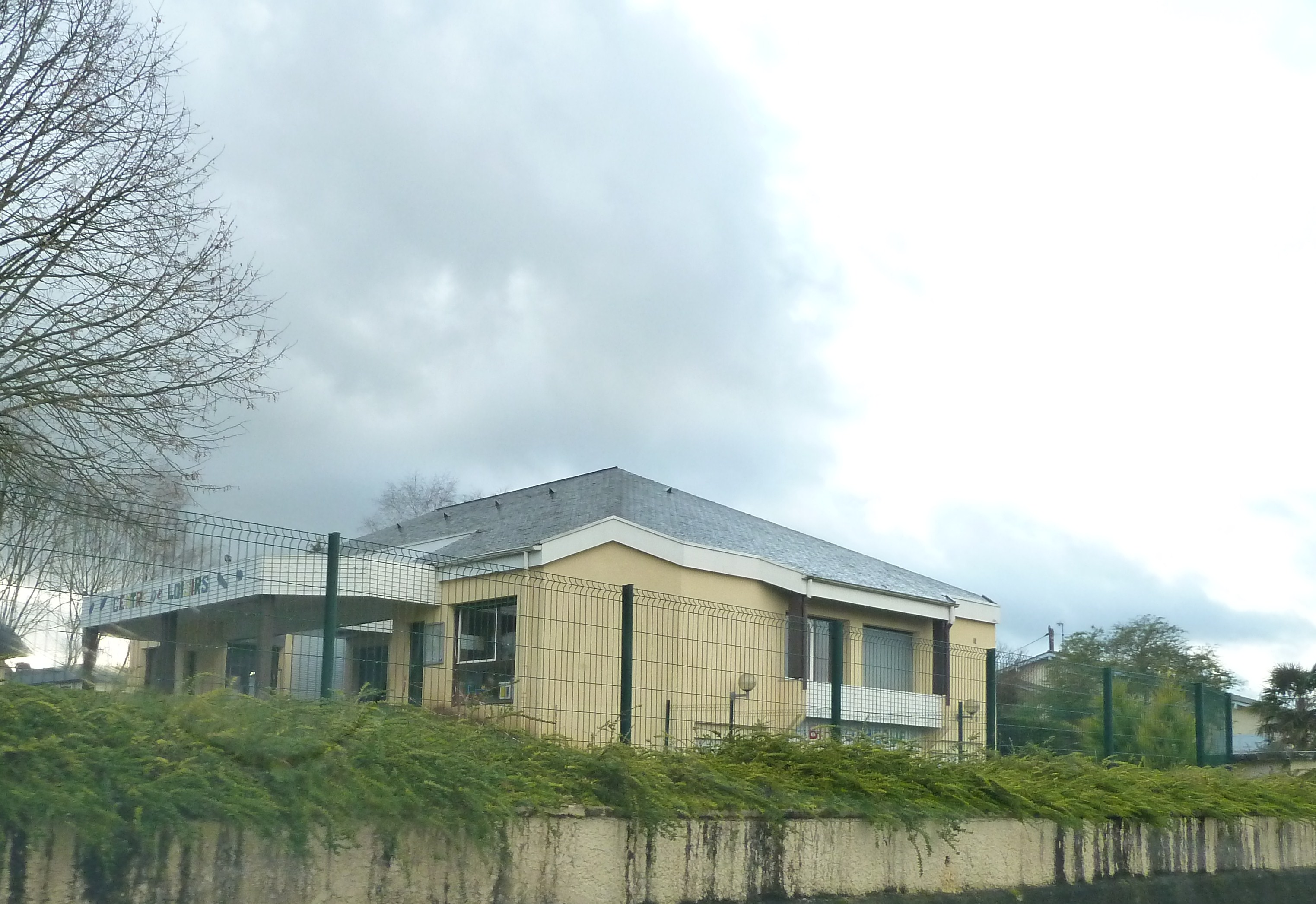
Le centre de loisirs.

### Patrimoine civil
Serres-Morlaàs présente un ensemble de demeures et de fermes du XIXe siècle.

### Patrimoine religieux
L'église Saint-Martin fut construite au XIXe siècle. Elle recèle du mobilier, des objets et des verrières référencés à l'inventaire général du patrimoine culturel.

## Personnalités liées à la commune
Pierre-Marie Théas
À Serres-Morlaàs vit la famille de Pierre-Marie Théas, évêque de Montauban, qui s'illustra durant la Seconde Guerre mondiale.
À la suite de la rafle du Vel d’Hiv, il fit notamment lire à la messe du 30 août 1942 une lettre, aujourd’hui déposée au Yad Vashem à Jérusalem :
« des hommes et des femmes sont traités comme un vil troupeau et envoyés vers une destination inconnue avec la perspective des plus grands dangers. Je proclame que tous les hommes, aryens ou non aryens, sont frères (...) que tous les hommes, quelle que soit leur race ou leur religion, ont droit au respect des individus et des États ».
Interné à Toulouse et Compiègne en 1944, il eut un rôle national à la Libération, faisant le lien entre le général de Gaulle et le pape.